# ElDiario.es
elDiario.es es un medio de comunicación digital español, editado en español, disponible desde el 18 de septiembre de 2012. Está dirigido por Ignacio Escolar, fundador y antiguo director de Público, y agrupa en su plantilla a antiguos redactores que formaban parte del mismo hasta el cierre de su edición en papel. Está editado por Diario de Prensa Digital, S. L. que reconoce que en 2016 tuvo unos ingresos de  3 680 172 euros y unos gastos de 3 184 280 euros, dejando un beneficio de 340 030 euros. elDiario.es edita cada tres meses una revista en papel, monográfica, llamada Cuadernos.
El periódico fue creado por Ignacio Escolar. Su línea editorial ha sido definida como «volcada hacia la izquierda, en general orientada hacia una audiencia joven y con formación académica» y adscrita a «posicionamientos republicanos».
ElDiario.es compró el 1 de enero de 2017 la web de información televisiva Vertele, de Daniel Bilbao y Enric Lloveras —también accionistas de elDiario.es— que se mantienen como accionistas del portal. La revista digital hasta entonces tenía un convenio con el periódico digital 20 minutos. En septiembre de 2018, de manera pionera en los medios de comunicación españoles incorporó la figura de «redactora jefa de género», para coordinar e impulsar la información sobre igualdad, género y feminismo siguiendo el modelo de The New York Times. La responsabilidad fue asumida por Ana Requena, cofundadora de eldiario.es, especialista en periodismo y género y creadora en 2014 del blog Micromachismos.
En octubre de 2020 anunció que lanzaría elDiarioAR, la edición argentina del periódico, la primera fuera de España.

## Licencia
Inicialmente, elDiario.es editaba sus contenidos bajo una licencia CC-BY-SA. Esta contiene dos excepciones: por un lado, no se aplica a los contenidos (textos, gráficos, informaciones, imágenes...) publicados por eldiario.es procedentes de terceros que vayan firmados o sean atribuibles a agencias de información (EFE, Europa Press...) o a cualquier otra empresa diferente de Diario de Prensa Digital, S.L. Todos los derechos sobre estos contenidos quedan estrictamente reservados a su titular (la agencia) y, por tanto, no podrán ser reproducidos, distribuidos, transformados o comunicados públicamente sin el consentimiento expreso de su titular. Posteriormente, el periódico modificaría su licencia, convirtiéndola en CC-BY-NC. Los dibujos de los viñetistas también son Creative Commons y también se publican bajo la licencia CC-BY-NC.